# Glaucocharis melistoma
Glaucocharis melistoma là một loài bướm đêm trong họ Crambidae.